# Бейль Шехтер-Готтесман
Бейль (або Белла) "Бейлце" Шехтер-Ґоттесман (або Шехтер-Готтесман)  (7 серпня 1920 — 28 листопада 2013) — поет і автор пісень мовою їдиш.

## Біографія
Народилася у Відні в східноєвропейській сім'ї, де говорили ідиш; її родина виїхала до Чернівців, Україна (тоді Чернеуці, Румунія) і оселилася там, коли Шехтер-Готтесман була маленькою дитиною. Вона виховувалась у багатомовному середовищі, яке включало ідиш, німецьку, румунську та українську мови; у школі також вивчала французьку та латинську мови. Вони були співочою родиною, а її мати Ліфше Шехтер була відома своїм широким фольклорним репертуаром. Бейль була відправлена до Відня для уроків мистецтва, але була змушений повернутися до Чернівців, коли німці вторглися в Австрію в 1938 році. У 1941 році вона вийшла заміж за лікаря Йонаса (Йойна) Готтесмана, і вони разом із матір'ю та кількома іншими членами родини пережили війну в гетто Черновців.
Після війни Шехтер-Готтесман кілька років жила у Відні, де її чоловік займав посаду начальника («Chefarzt») у таборах біженців у цьому регіоні. Там у 1950 році народилася їхня дочка Таубе; сім'я переїхала до Нью-Йорка в 1951 році, де у Готтесманів народилося ще двоє дітей, Хайам і Іцик. У Нью-Йорку Ґоттесмани взяли участь в експериментальній спільноті їдиш у Бронксі, центром якої було Бейнбрідж-авеню. Там півдюжини сімей, які розмовляють ідишем, купили сусідні будинки та відродили існуючу школу ідиш Шолом-Алейхема. Шехтер-Готтесман стала важливим членом цієї спільноти, писала матеріали для класу, п'єси та пісні для школи, а також редагувала журнал для дітей «קינדער־זשורנאַל» («Kinderzhurnal») і журнал дитячих творів, «ענגע־בענגע» («Енге-бенге»).
Перша поетична книга Шехтер-Готтесмана, «מיר פֿאָרן» («Mir Forn», We're Travelling) вийшла в 1963 році. Відтоді її книги, загалом вісім, виходять регулярно. Серед них — поезія для дорослих, дитячі книжки та пісенники. Записала три компакт-диски своїх пісень і один запис народних пісень. Її творчість не обертається навколо однієї теми, а широко варіюється від східноєвропейських тем до сучасного Нью-Йорка, від легковажних дитячих страв до таких похмурих роздумів, як «Di Balade Funem Elftn September» (Балада 11 вересня). Її найвідомішим єдиним твором є «Harbstlid» (Осіння пісня). Пісні Шехтер-Готтесмана виконували Теодор Бікель, Адрієнн Купер, Тереза Това, Люсетт ван ден Берг, Сьюзен Левітон, Майкл Альперт, Лорін Скламберг, Шерон Ян Бернштейн, Фабіан Шнедлер, Массел-Тов та інші. Пісня, написана для її племінника, «Binyumele's Bar Mitsve», була адаптована Едрієнн Купер для її дочки як «Sorele's Bas Mitsve» і записана на компакт-диску Mikveh.
Шехтер-Готтесмана служила джерелом для дослідників народної та художньої музики на їдиш. Вона неодноразово записувалася та брала інтерв'ю та брала участь у таких культурних заходах, як KlezKamp, KlezKanada, Buffalo on the Roof, Ashkenaz Festival та Weimar KlezmerWochen. «Бейль Шехтер-Шехтер-Готтесманаоттесман: Пісня осені», 72-хвилинний фільм Джоша Валецького, вийшов у прокат влітку 2007 року в рамках серії Ліги за їдиш «Світи в світі: розмови з письменниками їдиш». Восени 2007 року вийшла нова збірка її поезій דער צוויט פֿון טעג («Дер цвіт весело тег», «Цвіт днів»).
Шехтер-Готтесман померла 28 листопада 2013 року у своєму будинку в Бронксі у віці 93 років.

## Нагороди та відзнаки
У 1998 році Шехтер-Готтесмана було введено до Народної зали слави в City Lore у Нью-Йорку.
У 2005 році вона отримала стипендію Національної спадщини від Національного фонду мистецтв, що є найвищою нагородою уряду Сполучених Штатів у галузі народного та традиційного мистецтва.

## Сім'я
Уся родина Шехтер-Готтесман була продуктивною у сфері культури їдиш. Її мати, Ліфше Шехтер-Відман, написала мемуари «Durkhgelebt a Velt» (Повне життя) у 1973 році, а також виступила інформатором для дослідників народної пісні, записавши «Az Di Furst Avek» (Коли ти йдеш геть). Її брат, Мордхе Шехтер, був провідним світовим лінгвістом на їдиш. Її син, Іцик Готтесман, є дослідником фольклору їдиш. Її племінниця Гітл Шехтер-Вісванат також є поетесою на їдиш; племінник Біньюмен Шехтер — композитор і музичний керівник на ідиш та англійською; і племінниця Рухл Шехтер є редактором видання The Forward на їдиш. Її онука, Естер Готтесман, навчає дітей їдиш і співає в останньому релізі Шехтер-Готтесман «Fli mayn flishlang» (Летіть, летіть, мій змій).

## Зовнішні посилання
- 2005 Інтерв'ю з Бейл Шехтер-Готтесман
- Компакт-диски Beyle Schaechter-Gottesman
- Книги Бейлі Шехтер-Готтесман
- Усна історія Бейль Шехтер-Готтесман